# Mimandria kely
Mimandria kely là một loài bướm đêm trong họ Geometridae.